# Дом Колычёвых
Дом Колычевых — памятник архитектуры конца XVIII — начала XIX вв., объект культурного наследия федерального значения. Современный адрес: Большая Никитская ул., дом 11/4, строение 1. Расположен на территории Пресненского района ЦАО г. Москвы.

## Архитектура
Первоначальный вариант усадебного комплекса был построен, предположительно, в начале XVIII века. В то время он включал в себя деревянный дом на каменном фундаменте, флигель и хозяйственный корпус.
На рубеже XVIII — XIX веков усадьба была реконструирована. Имя автора проекта, вошедшего в один из знаменитых «Альбомов Казакова», не известно. В центре гармоничного и пропорционально выверенного усадебного комплекса — трёхэтажное здание главного дома, соединённое с боковыми флигелями «ложной» (слева) и проходной (справа) аркой — через последнюю осуществлялся въезд во внутренний двор. Дом увенчан фронтоном, поддерживаемом шестиколонным коринфским портиком. Строгий и величественный фасад украшает лепной декор в виде изящных женских головок в медальонах.
Здание считается одним из красивейших образцов московского классицизма конца XVIII — начала XIX веков.
В конце XIX — начале XX века по проекту В. Д. Шера к усадебному зданию был пристроен концертный зал (Большая Никитская ул., 13/6) и четырёхэтажный жилой дом для преподавателей Синодального училища (Средний Кисловский переулок, 4).

## История

### Владельцы
На протяжении почти столетия (с 1710 по 1809 год) дом принадлежал представителям дворянского рода Колычёвых.
Согласно исповедным ведомостям Никитского сорока, в 1756 году, здесь проживал обер-кригс-комиссар Федор Григорьевич Колычёв со своей семьёй — женой Марией Ивановной, сыновьями Николаем и Фёдором и дочерью Александрой.
С 1809 года усадьбой владел сподвижник великого русского полководца Александра Васильевича Суворова — Петр Григорьевич Бордаков, а затем племянник А. В. Суворова — генерал Андрей Иванович Горчаков.

### Синодальное училище
С 1856 года усадьбой владела Московская Синодальная контора Святейшего Правительствующего Синода. Главный дом был предназначен для Синодального хора и Московского синодального училища церковного пения.
До середины 1880-х годов Синодальное училище имело статус низшего четырёхклассного учебного заведения.
После реформы 1886 года оно было преобразовано в восьмиклассное среднее учебное заведение с тремя отделениями: низшее — для обучения малолетних певчих, среднее (5-6-е классы), готовившее регентских помощников, и высшее (7-8-е классы), которое готовило регентов и учителей церковного пения.
В 1910 году были утверждены новые программы музыкальных предметов, которые соответствовали курсу высшего музыкального учебного заведения.
Директорами Синодального училища в разное время были: исследователь русского церковного пения С. В. Смоленский, музыкальный критик С. Н. Кругликов, хоровой дирижёр В. С. Орлов, композитор А. Д. Кастальский.
В наблюдательный совет Синодального училища входили: П. И. Чайковский (1886-89), Д. В. Разумовский (1886-89), Н. А. Губерт (1886-88), позднее В. И. Сафонов, А. С. Аренский, С. И. Танеев, С. Н. Василенко и др.
Среди педагогов Синодального училища можно отметить таких крупных специалистов по истории и теории русского церковного пения, как В. М. Металлов, А. В. Преображенский, П. Г. Чесноков, Д. В. Аллеманов, В. С. Калинников, Н. Н. Толстяков.
В Синодальном училище обучались многие выдающиеся дирижёры и композиторы, такие как Н. С. Голованов, H. M. Данилин, П. А. Ипполитов, М. Г. Климов, А. В. Никольский, П. Г. Чесноков, К. Н. Шведов.
В конце XIX — начале XX века для нужд училища здание было расширено. По проекту архитектора Владимира Дмитриевича Шера, к дому был пристроен концертный зал и четырёхэтажный дом, предназначенный для проживания преподавателей. Новые постройки соединялись между собой внутренним проходом.
На верхнем этаже располагается квартира директора училища, двери украшают псевдопортик и золоченые таблички (которые сохранялись даже в советское время), всего же в доме 13 квартир, расположенных вокруг четырехмаршевой лестницы, освещенной световым фонарем. Четыре на первом этаже, по три – на остальных. Комнаты объединены в анфиладу, кухня и подсобные помещения примыкают к черной лестнице, у кухонь даже сделаны окна, которые как раз и выходят на лестничную площадку.
Концертный («бело-голубой») зал использовался не только для выступлений Синодального хора. Он имел славу одного из самых совершенных концертных залов Москвы, сопоставимых по акустике с Успенским собором Кремля.
Кроме того, при Синодальном училище была создана Научная библиотека русских церковно-певческих рукописей, которые присылались сюда со всей страны (после 1917 года собрание передано Государственному историческому музею).
В марте 1918 года Синодальное училище было преобразовано в высшее учебное заведение — Государственную народную хоровую академию (с 1923 года — хоровый отдел Московской консерватории).

### Дальнейшая судьба
В 1923 году в бывшей усадьбе разместился юридический факультет Московского государственного университета.
С 1963 года здание занимает Московская консерватория им. П. И. Чайковского.
В 1970-х — начале 80-х годов была проведена реставрация главного дома (Большая Никитская ул., д.11) и концертного зала (Большая Никитская ул., д.13/6).
В 1983 году концертом Святослава Рихтера, «бело-голубой» зал консерватории был открыт для публики (в 1986 году переименован в Рахманиновский зал в честь выпускника Московской консерватории, выдающегося русского композитора и пианиста Сергея Васильевича Рахманинова, многие страницы жизни которого связаны с Синодальным училищем).
В начале XXI века архитектурная целостность усадебного комплекса оказалась под угрозой.
В 2005 году НИиПИ «Моспроект-4» был разработан план развития Московской консерватории, согласно которому во дворе усадьбы Колычёвых предполагалось построить конференц-зал с подземной автостоянкой, а место «Синодального дома» (Средний Кисловский переулок, 4) использовать под музыкальную библиотеку. В 2008 году здание было признано аварийным и подлежащим переводу в нежилой фонд.
Фактически речь шла об уничтожении исторической планировки, мемориальных квартир, а возможно и полном сносе дома.
.
В результате многочисленных акций протеста жильцов дома, организованных при поддержке движения «Архнадзор», в 2009 году здание было признано выявленным объектом культурного наследия.